# V1974 Cygni

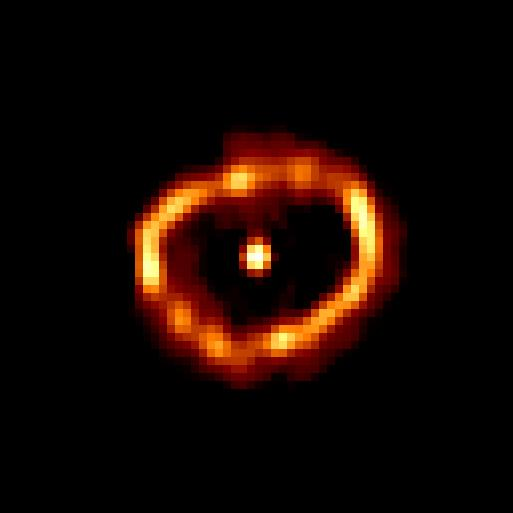
Cygni 1992, NASA (imagine din ianuarie 1994)

V1974 Cygni sau Nova Cygni 1992 a fost descoperită de Peter Collins la 19 februarie 1992 în constelația Cygnus pe când avea o magnitudine de 6 iar apoi a atins magnitudinea de 4,4. Se află la 10.430 ani lumină de Pământ.

## Caracteristici
- Ascensie dreaptă: 20h30m31.58s
- Declinație:  +52°37'53.4"